# Gypsophila honigbergeri
Gypsophila honigbergeri là loài thực vật có hoa thuộc họ Cẩm chướng. Loài này được (Fenzl) Boiss. mô tả khoa học đầu tiên năm 1867.